# Béru et ces dames (roman)
Béru et ces dames est un roman policier du personnage fictif San-Antonio, écrit par Frédéric Dard et publié en 1967.
Le roman a fait l'objet d'une adaptation au cinéma.

## Résumé
L'oncle Prosper Bérurier est décédé et il a légué toute sa fortune à son coq.
Bérurier et sa cousine Laurentine sont chargés de gérer les biens du volatile. Mais l'héritage se révèle être aussi riche que trouble, en particulier un immeuble de rapport qui s'avère être une maison close.
Cet héritage semble intéresser deux mystérieuses femmes qui précèdent San-Antonio dans son enquête. Des prostituées, un truand assassiné, un prince oriental, des enlèvements, des enfants de nazi... l'oncle Prosper était-il vraiment le vieux paysan avare que tout le monde croyait connaître ?